# Werewolf: The Beast Among Us
Werewolf: The Beast Among Us (br/pt.: Lobisomem - a Besta Entre Nós) é um filme de terror produzido nos Estados Unidos em 2012, co-escrito por Michael Tabb, Catherine Cyran e o diretor, Louis Morneau.

## Elenco
- Steven Bauer...caçador
- Guy Wilson...Daniel
- Stephen Rea...doutor
- Nia Peeples...Valdoma
- Ed Quinn...caçador
- Rachel DiPillo...Eva
- Ana Ularu...Kazia
- Adam Croasdell...Stefan
- Zoltan Butuc...Ferka

## Sinopse
Um lobisomem apavora os moradores de um vilarejo no século XIX, provocando constantes massacres dos moradores. Mas a besta é incomum, pois não só se transforma em noite de lua cheia, mas também com as outras três luas. Um grupo de caçadores experientes chega na cidade para caçar o monstro e receber a grande recompensa que a cabeça dele vale. Daniel, um estudante de medicina se junta ao grupo para caçar a besta junto com os outros homens e proteger quem ama.